# Artsakh TV
Artsakh TV  è stata la radiotelevisione nazionale della Repubblica dell'Artsakh (fino al 2017 denominata repubblica del Nagorno Karabakh) fino alla sua dissoluzione nel 2024. La sua prima emissione è datata 1º giugno 1988.

## Nascita
La televisione nella regione autonoma del Nagorno Karabakh fu istituita nel quadro dei programmi di sviluppo della società televisive locali nelle ex repubbliche e regioni autonome dell'Unione Sovietica. Tuttavia, la sua attuazione venne ritardata dalle autorità della Repubblica Socialista Sovietica Azera nel timore che lo strumento televisivo potesse accentuare le istanze della popolazione di etnia armena della regione.
Per tale motivo la sede della nuova emittente regionale fu allestita inizialmente nella città di Shushi, unica in tutto l'oblast ad avere una percentuale di azeri superiore a quella degli armeni, e non nel capoluogo Stepanakert (all'epoca Kankendi).

## Il ruolo di Artsakh TV nel movimento di indipendenza
Nonostante le resistenze del potere centrale azero, ben presto la nuova emittente divenne punto di riferimento delle istanze di autodeterminazione della regione e del Movimento Karabakh. Durante gli anni della guerra la maggioranza dei dipendenti della televisione si arruolò tra le file dei combattenti armeni, mentre gli altri ebbero il compito di dare una copertura al movimento di liberazione e la cronaca della guerra. Ad Artsakh Tv si devono i non molti video girati nelle zone di battaglia. Nel febbraio del 1992 l'edificio che ospitava la stazione di trasmissione televisiva di Shushi venne ripetutamente colpito da mortai azeri e andò completamente distrutto. Fu pertanto costruita una nuova provvisoria sede che, anche con l'aiuto di giornalisti e operatori provenienti dell'Armenia, riprese le trasmissioni. I primi programmi di questa nuova emissione furono trasmessi il 23 giugno 1992.

## Artsakh TV dopo la guerra
Nel 1998 venne inaugurata la nuova sede realizzata con il contributo del filantropo argentino di origine armena Eduardo Eurnekian. Nel 2003 con l'approvazione della legge in materia, l'emittente radiotelevisiva divenne ufficialmente organo di informazione della repubblica del Nagorno Karabakh.